# Centaurea skopjensis
Centaurea skopjensis — вид квіткових рослин родини айстрових (Asteraceae). Ареал: Північна Македонія.